# 伊萬·洛佩兹·門多扎
伊萬·洛佩兹·門多扎（西班牙語：Iván López Mendoza；1993年8月23日—）是一位西班牙足球運動員。在場上的位置是右後衛。目前為自由身。他在2014年8月30日首次代表萊萬特參加西甲賽事。